# ジョン・オールデン (船員)
キャプテン・ジョン・オールデン・ジュニア (1626年または1627年頃 - 1702年3月25日 [O.S. 1701年3月14日])は、17世紀アメリカの兵士、政治家、商人、船員。当時においても著名な人物であったが、今日ではセイラム魔女裁判の生存者として知られており、彼について書かれた文献は多くの引用の対象となっている。
1692年5月にセイラム魔女裁判で告発され有罪判決を受けたが、彼の裁判の時点でセイラムの刑務所は既に満員だったため、オールデンはボストンに移送された。

## フィクション
2014年のテレビドラマ『セイラム』で、ジョン・オールデンはシェーン・ウェストによって演じられた。